# 李莉 (地理学家)
李莉（1950年—），汉族，中华人民共和国政治人物、第十一届全国政协委员。
曾经担任国家基础地理信息中心总工程师、地理信息标准化委员会秘书长。2008年，当选第十一届全国政协委员，代表科学技术界，分入第二十九组。